# Nogometna reprezentacija Obale Bjelokosti
Nogometna reprezentacija Obale Bjelokosti je nogometna reprezentacija iz Obale Bjelokosti pod vodstvom nogometnog saveza Obale Bjelokosti. Do 2005. godine, najveći uspjeh bio im je osvajanje Afričkog kupa nacija 1992. pobjednom nad Ganom na jedanaesterce na stadionu Stade de l'Amitie u Dakru.
Dana 8. listopada 2005. kvalificirali su se na svjetsko prvenstvo u Njemačkoj i time postali jedni od 6 debitanata na turniru. Unatoč dominaciji i odličnim partijama nisu prošli skupinu. Izgubili su od Argentine i Nizozemske 2:1. U trećoj utakmici protiv Srbije i Crne Gore gubili su 0:2, no Kalouov jedanaesterac im je donio pobjedu (za još vijesti o rezultatima Bjelokosne Obale na SP-u vidi ovaj članak).

## Uspjesi na svjetskim prvenstvima
- 1930. do 1970. – nisu ušli
- 1974. – nisu se kvalificirali
- 1978. – nisu se kvalificirali
- 1982. – nisu ušli
- 1986. do 2002. – nisu se kvalificirali
- 2006. – 1. krug (sastav)
- 2010. – 1. krug
- 2014. – 1. krug
- 2018. – nisu se kvalificirali
- 2022. – nisu se kvalificirali

## Uspjesi na afričkom kupu nacija
| - 1957. to 1963. – nisu ušli - 1965. – 3. mjesto - 1968. – 3. mjesto - 1970. – 4. mjesto - 1972. – nisu se kvalificirali - 1974. – 1. krug - 1976. – nisu se kvalificirali - 1978. – diskvalificirani - 1980. – 1. krug - 1982. – nisu ušli - 1984. – 1. krug - 1986. – 3. mjesto - 1990. – 1. krug - 1992. – prvaci - 1994. – 3. mjesto |  | - 1996. – 1. krug - 1998. – četvrtfinale - 2000. – 1. krug - 2002. – 1. krug - 2004. – nisu se kvalificirali - 2006. – 2. mjesto - 2008. – 4. mjesto - 2010. – četvrtfinale - 2012. – 2. mjesto - 2013. – četvrtfinale - 2015. – prvaci - 2017. – 1. krug - 2019. – četvrtfinale - 2021. – - 2023. – prvaci |

## Trenutačni kadar
| \| Ime i prezime igrača \| Nogometni klub \| Rođen \| \| \| Vratari \| Vratari \| Vratari \| Vratari \| \| -------------------- \| ---------------- \| ------------------- \| ------- \| \| Boubacar Barry \| Lokeren \| 30. prosinca 1979. \| \| \| Aristide Zogbo \| Maccabi Netanya \| 30. prosinca 1981. \| \| \| Daniel Yeboah \| ASEC Mimosas \| 13. studenog 1984. \| \| \| Obrana \| \| \| \| \| Benjamin Angoua \| Valenciennes \| 28. studenog 1986. \| \| \| Arthur Boka \| VfB Stuttgart \| 2. travnja 1983. \| \| \| Kolo Touré \| Manchester City \| 19. ožujka 1981. \| \| \| Steve Gohouri \| Wigan \| 8. veljače 1981. \| \| \| Siaka Tiéné \| PSG \| 22. ožujka 1982. \| \| \| Guy Demel \| West Ham \| 13. lipnja 1981. \| \| \| Emmanuel Eboué \| Galatasaray \| 4. lipnja 1983. \| \| \| Sol Bamba \| Leicester City \| 18. veljače 1978. \| \| \| Vezni red \| \| \| \| \| Didier Zokora \| Trabzonspor \| 14. prosinca 1980. \| \| \| Yaya Touré \| Manchester City \| 13. svibnja 1983. \| \| \| Cheick Tioté \| Newcastle United \| 21. lipnja 1986. \| \| \| Jean-Jacques Gosso \| Orduspor \| 15. ožujka 1983. \| \| \| Romaric \| Espanyol \| 4. lipnja 1983. \| \| \| Abdul Kader Keïta \| Al-Sadd \| 6. kolovoza 1981. \| \| \| Didier Konan Ya \| Hannover 96 \| 25. veljače 1984. \| \| \| Max Gradel \| Saint-Étienne \| 30. studenog 1987. \| \| \| Kafoumba Coulibaly \| OGC Nice \| 26. listopada 1985. \| \| \| Napadači \| \| \| \| \| Seydou Doumbia \| CSKA Moskva \| 25. veljače 1983. \| \| \| Salomon Kalou \| Chelsea \| 5. kolovoza 1985. \| \| \| Gervinho \| Arsenal \| 27. ožujka 1987. \| \| \| Didier Drogba \| Chelsea \| 11. ožujka 1978. \| \| \| Wilfried Bony \| Vitesse \| 10. prosinca 1988. \| \| |                  |                     |
| Ime i prezime igrača | Nogometni klub   | Rođen               |
| Vratari |                  |                     |
| Boubacar Barry | Lokeren          | 30. prosinca 1979.  |
| Aristide Zogbo | Maccabi Netanya  | 30. prosinca 1981.  |
| Daniel Yeboah | ASEC Mimosas     | 13. studenog 1984.  |
| Obrana |                  |                     |
| Benjamin Angoua | Valenciennes     | 28. studenog 1986.  |
| Arthur Boka | VfB Stuttgart    | 2. travnja 1983.    |
| Kolo Touré | Manchester City  | 19. ožujka 1981.    |
| Steve Gohouri | Wigan            | 8. veljače 1981.    |
| Siaka Tiéné | PSG              | 22. ožujka 1982.    |
| Guy Demel | West Ham         | 13. lipnja 1981.    |
| Emmanuel Eboué | Galatasaray      | 4. lipnja 1983.     |
| Sol Bamba | Leicester City   | 18. veljače 1978.   |
| Vezni red |                  |                     |
| Didier Zokora | Trabzonspor      | 14. prosinca 1980.  |
| Yaya Touré | Manchester City  | 13. svibnja 1983.   |
| Cheick Tioté | Newcastle United | 21. lipnja 1986.    |
| Jean-Jacques Gosso | Orduspor         | 15. ožujka 1983.    |
| Romaric | Espanyol         | 4. lipnja 1983.     |
| Abdul Kader Keïta | Al-Sadd          | 6. kolovoza 1981.   |
| Didier Konan Ya | Hannover 96      | 25. veljače 1984.   |
| Max Gradel | Saint-Étienne    | 30. studenog 1987.  |
| Kafoumba Coulibaly | OGC Nice         | 26. listopada 1985. |
| Napadači |                  |                     |
| Seydou Doumbia | CSKA Moskva      | 25. veljače 1983.   |
| Salomon Kalou | Chelsea          | 5. kolovoza 1985.   |
| Gervinho | Arsenal          | 27. ožujka 1987.    |
| Didier Drogba | Chelsea          | 11. ožujka 1978.    |
| Wilfried Bony | Vitesse          | 10. prosinca 1988.  |

## Poznati igrači
- Laurent Pokou: najbolji strijelac Afričkog Kupa svih vremena
- Yousouf Falikou Fofana: "Crni dijamant Monaka"
- Abdoulaye Traore: imenovan kao jedan od najboljih napadača nekoliko puta za vrijema 1990-ih.
- Ibrahima Bakayoko: U 45 nastupa za reprezentaciju zabio 30 golova
- Didier Drogba: jedan od najboljih napadača Afrike i svijeta